# Costanzo Porta

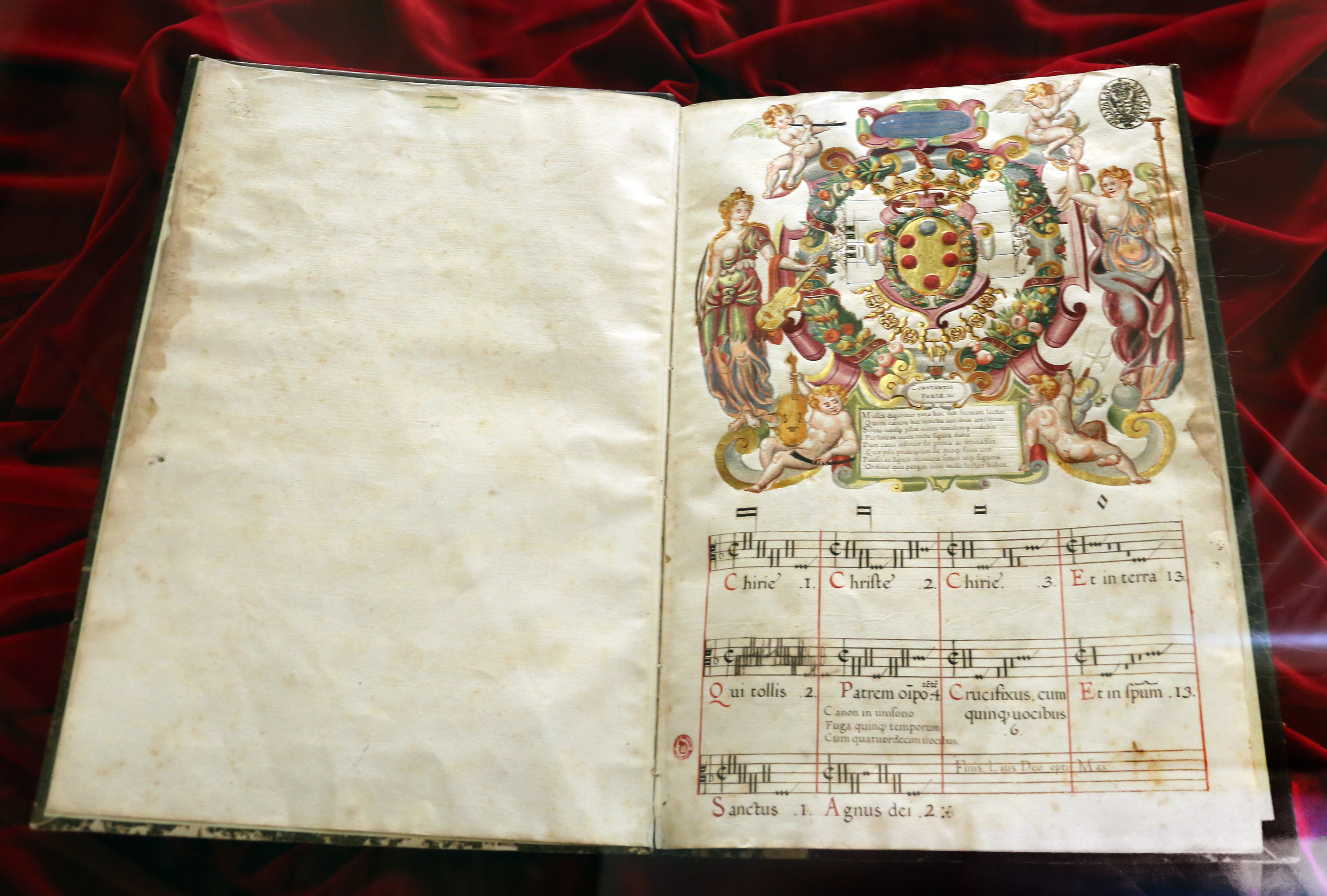
Missa Ducalis, 1565 ca.

Costanzo Porta (ur. między 1528 a 1529 w Cremonie, zm. 26 maja 1601 w Padwie) – włoski kompozytor, zakonnik.
Był uczniem Adriana Willaerta w Wenecji, 1552-1589 dyrygentem w Osimo, w bazylice św. Antoniego w Padwie, katedrze w Rawennie, bazylice w Loreto, od 1589 ponownie w Padwie. Komponował muzykę wokalną, przede wszystkim madrygały i utwory religijne, charakteryzujące się rozwiniętą techniką kontrapunktyczną. W latach 1555–1585 w Wenecji zostały wydane cztery księgi jego motetów, w 1578 msze, w 1602 zbiór 46 hymnów Hymnodia sacra, w 1609 Psalmodia vespertina cum 4 canticis Beate Virginis, a ponadto 1555-1585 5 ksiąg madrygałów. Napisał również nie wydany Trattato di contrapuncto.